# 水原中部警察署
水原中部警察署（スウォンジュンブけいさつしょ）は、京畿地方警察庁所管の警察署である。

## 管轄区域
- 水原市のうち
  - 長安区
  - 八達区（水原南部警察署、水原西部警察署管轄区域を除く）

## 沿革
- 1945年10月21日 - 水原警察署として開署
- 1991年-水原南部警察署開署に伴い水原中部警察署に名称変更。

## 管轄地区隊
長安区
- 長安門地区隊
- 老松地区隊

八達区
- 華西門地区隊

## 管轄派出所
長安区
- 栗泉派出所
- 東部派出所
- 蒼龍門派出所

八達区
- 東部派出所
- 行宮派出所